# Нерсорнаат
Нерсорнаат (гренл. Заслуженный) или Гренландская медаль за заслуги — награда, вручаемая правительством Гренландии. Была учреждена в 1989 г., в честь десятилетнего юбилея самоуправления Гренландии. Вручается за заслуги в области искусств, наук, бизнеса, политики. Существует в двух степенях — серебряной и золотой. В 2010 году введена алюминиевая медаль, в ознаменование запуска алюминиевого завода Alcoa в Маниитсоке. До этого правительство уже раздумывало над увековечением других природных ресурсов страны, но ни креветки (как одна из составляющих), ни нефть (в виде полимеров), ни уран не подошли на роль подходящего материала. На аверсе изображен стоящий на задних лапах белый медведь и надпись KALAALLIT NUNAAT. Лента — на пятиугольной колодке, в цветах гренландского флага: восходящее красное солнце над белым снегом. Золотая медаль присуждается 1 раз в год, серебряная — 5 раз в год, однако глава правительства может отходить от этого правила. После смерти обладателя золотая медаль должна быть возвращена (поскольку находится в собственности правительства), в отличие от серебряной. Золотой медалью, в частности, награждены члены королевской семьи Дании и гренландские премьер-министры.